# Archytas divisus
Archytas divisus là một loài ruồi trong họ Tachinidae.